# 하이퍼메모리

하이퍼메모리

하이퍼메모리(HyperMemory)는 메인보드의 메인 메모리(램)을 그래픽 카드의 프레임버퍼 메모리의 일부로 이용하는 ATI 테크놀로지스의 방식이다. 이 기술은 레이디언 그래픽 카드와 메인보드 칩셋에서 사용할 수 있다. PCI 익스프레스 안의 새롭고 빠른 데이터 전송 메커니즘에 의존한다.
이 기술은 실제로 시스템 램의 잠재적인 이용을 가리키는 것이기에 512 MB 정도의 램은 있어야 광고한 대로의 효력을 얻는다.

## 같이 보기
- 터보캐시 - 엔비디아가 개발한 비슷한 기술